# Doerriesa striata
Doerriesa striata är en fjärilsart som beskrevs av Otto Staudinger 1899. Doerriesa striata ingår i släktet Doerriesa och familjen nattflyn. Inga underarter finns listade i Catalogue of Life.